# 1822
1822 (MDCCCXXII) fue un año común comenzado en martes según el calendario gregoriano.

## Acontecimientos

### Enero
- 5 de enero: se anexan espontáneamente a México las provincias de Guatemala, Honduras y Nicaragua.
- 7 de enero: en África, Liberia es colonizada por negros estadounidenses.
- 11 de enero: las Cortes Españolas reprueban los Tratados de Córdoba.
- 13 de enero: en el teatro de Epidauro (Grecia), el patriota griego Demetrios Ypsilantis convoca a una asamblea que proclama que Grecia se independiza del Imperio otomano. Dos días después será elegido presidente de la asamblea legislativa.
- 27 de enero: en la Gaceta de Madrid se publica —tras su aprobación por las Cortes Españolas— la nueva división territorial de España.
- 31 de enero: en Perú, el Congreso concede a la ciudad de Trujillo el título de «ciudad benemérita y fidelísima a la patria» y a su municipalidad —entonces cabildo», el título de «honorable».

### Febrero
- 7 de febrero: Fernando VII pide ayuda a la Santa Alianza y las potencias integrantes deciden intervenir para derrocar a los liberales y reponer al monarca en el uso de su plena soberanía.
- 9 de febrero: Jean Pierre Boyer, presidente haitiano, invade Santo Domingo con 12 000 hombres. Dicha invasión dio fin al período conocido como Independencia Efímera de José Núñez de Cáceres y dio inicio al de la ocupación haitiana de 1822 a 1844.
- 22 de febrero: Se instala en Arizpe, Sonora, la Diputación Provincial de Sonora y Sinaloa.
- 23 de febrero: en Santiago de Chile —en el marco de la cruenta Guerra a Muerte (1818-1824)— el Gobierno patriota ejecuta al líder de la guerrilla realista, Vicente Benavides.

### Marzo
- 1 de Marzo: En Puerto Cabello, hoy Venezuela. comienza el sitio de Puerto Cabello.

### Abril
- 7 de abril: en Buenos Aires (Argentina) se funda la Sociedad de Ciencias Físicas y Matemáticas.
- 20 de abril: en el Presidio Real de San Diego (California), se arría la bandera española y se entrega la plaza al Primer Imperio Mexicano, poniendo fin así a 309 años de presencia española en los actuales Estados Unidos.
- 26 de abril: en Perú se crea la región Ayacucho.

### Mayo
- 7 de mayo: Un terremoto de 7,6 sacude Costa Rica generando un tsunami.
- 18 de mayo: en México, Agustín de Iturbide es proclamado emperador de México por aclamación popular, ratificado al día siguiente por el congreso, con el nombre de Agustín I.
- 24 de mayo: Ecuador se independiza de España tras la batalla de Pichincha. (Seis años más tarde, Ecuador se separará de Colombia).

### Junio
- 6 de junio: Charles Graham patenta por primera vez una dentadura postiza.
- 14 de junio: en la Royal Astronomical Society (Londres) Charles Babbage propone la máquina diferencial, precursora de la computadora.

### Julio
- 6 de julio: en Perú se funda la primera Escuela Normal de Preceptores. Actualmente se festeja hoy el Día del Maestro.
- 21 de julio: en México, Agustín de Iturbide es coronado como emperador de México con el nombre de Agustín I.
- 26 de julio: en la Entrevista de Guayaquil (Ecuador) se entrevistan el general venezolano Bolívar y el general argentino San Martín.

### Agosto
- 13 de agosto: en la ciudad siria de Alepo se registra un destructivo terremoto de 7,0 que deja entre 20.000 y 60.000 muertos.
- 18 de agosto: se crea la Regencia de Urgel, órgano de gobierno interino creado por los absolutistas.

### Septiembre
- 7 de septiembre: Brasil se independiza de Portugal.
- 20 de septiembre: en Perú, José de San Martín deja el cargo de  «protector».
- 27 de septiembre: Jean-François Champollión descifra los jeroglificos egipcios con la piedra de Rosetta.

### Octubre
- 8 de octubre: en la isla de Java (Indonesia) el volcán Galunggung comienza una erupción que durará un mes y dejará un saldo de más de 4000 muertos.

### Noviembre
- 13 de noviembre: durante la guerra de independencia de Grecia, los turcos evacuan la ciudad de Nauplia.
- 19 de noviembre: en Valparaíso (Chile), se registra un terremoto de 8,5 en las costas de Copiapó y Valdivia, generando un tsunami que deja alrededor de 300 muertos.
- 22 de noviembre: el Congreso de Verona decide la reinstauración del absolutismo en España.

### Diciembre
- 1 de diciembre: el regente portugués proclama la independencia de Brasil y se corona como Pedro I.

## Música
- 1 de diciembre: en Viena hace su debut el pianista Franz Liszt.
- Franz Schubert: "Sinfonía en si menor, n.º  8" (Sinfonía inconclusa).

## Ciencia y tecnología
- Desmoulins describe por primera vez la ballena franca meridional (Eubalaena australis).
- André-Marie_Ampère publica su Colección de Observaciones sobre Electrodinámica

## Nacimientos

### Enero
- 2 de enero: Rudolf Clausius, matemático y físico alemán (f. 1888).
- 6 de enero: Heinrich Schliemann, arqueólogo alemán, descubridor de Troya (f. 1890).
- 7 de enero: Theodor Aufrecht, indólogo alemán (f. 1907).
- 12 de enero: Etienne Lenoir, ingeniero belga, creador del motor de combustión interna (f. 1900).

### Febrero
- 7 de febrero: Joaquín Gaztambide, compositor español (f. 1870).
- 16 de febrero: Francis Galton, explorador y científico británico (f. 1911).

### Abril
- 23 de abril: Jorge Córdova, militar y presidente boliviano (f. 1861).
- 27 de abril: Ulysses S. Grant, militar, político estadounidense y 18° presidente  desde 1869 hasta 1877 (f. 1885).

### Mayo
- 13 de mayo: Francisco de Asís de Borbón, aristócrata español, primo y esposo de la reina Isabel II (f. 1902).
- 20 de mayo: Frédéric Passy, político y economista francés, premio nobel de la paz en 1901 (f. 1912).
- 26 de mayo: Edmond de Goncourt, escritor francés (f. 1896).
- 27 de mayo: Joachim Raff, compositor germano-suizo (f. 1882).

### Julio
- 20 de julio: Gregor Mendel, monje y naturalista austríaco (f. 1884).

### Agosto
- 4 de agosto: José Milla y Vidaurre, guatemalteco (f. 1882).
- 30 de agosto: Ricardo López Jordán, militar y político argentino (f. 1889).

### Septiembre
- 1 de septiembre: Luciano Murrieta, militar y empresario español (f. 1911).

### Octubre
- 4 de octubre: Rutherford B. Hayes, político estadounidense y 19º presidente  desde 1877 hasta 1881 (f. 1893).
- 6 de octubre: Manuel A. Alonso, escritor español (f. 1889).

### Diciembre
- 2 de diciembre: Benjamín Máximo Laguna, botánico español (f. 1902).
- 10 de diciembre: César Franck, compositor belga (f. 1890).
- 24 de diciembre: Charles Hermite, matemático francés (f. 1901).
- 27 de diciembre: Louis Pasteur, químico francés (f. 1895).

## Fallecimientos

### Febrero
- 23 de febrero: Vicente Benavides Llanos, militar chileno (n. 1777).

### Mayo
- 10 de mayo: Paolo Ruffini, matemático italiano (n. 1765).
- 11 de mayo: María Parado de Bellido, patriota peruana (n. 1777).

### Julio
- 8 de julio: Percy Bysshe Shelley, escritor, ensayista y poeta romántico (n. 1792).

### Agosto
- 12 de agosto: Lord Castlereagh, ministro británico.
- 22 de agosto: Pedro León Torres, militar y prócer venezolano (n. 1788).
- 25 de agosto: William Herschel, astrónomo alemán (n. 1738).

### Septiembre
- 4 de septiembre: Francis Wilford, capitán y oficial en las Indias Occidentales.[1]
- 16 de septiembre: Auguste Jean Ameil, militar francés (n. 1775).

### Octubre
- 13 de octubre: Antonio Canova, escultor italiano (n. 1757).

### Noviembre
- 6 de noviembre: Claude Louis Berthollet, químico francés (n. 1748).
- 28 de noviembre: Francisco Antonio Zea, científico y político colombiano (n. 1766).